# محمدسعید حنایی کاشانی
محمّدسعید حنایی کاشانی (زادهٔ ۱۳۳۸) عضو سابق هیئت علمی گروه فلسفه دانشگاه شهید بهشتی و مترجم متون فلسفی است. وی کتاب‌هایی چون «فلسفه اروپایی در عصر نو»، «علم هرمنوتیک» و «تفکر در قرون وسطا» را به فارسی برگردانده است.

## تحصیلات
حنایی کاشانی، در سال ۱۳۶۴، مدرک کارشناسی خود را در رشتهٔ فلسفه از دانشگاه شهید بهشتی دریافت کرد، و سپس در سال ۱۳۶۷ مقطع کارشناسی ارشد را در همین رشته با ترجمهٔ رسالهٔ «در باب وجود و ماهیت» (On Being and Essence) اثر توماس آکوئیناس در دانشگاه تهران به پایان رساند.

### دربارهٔ حنایی کاشانی
- گفتگو: در گفتگو با محمدسعید حنایی کاشانی، علی اصغر سیدآبادی